# Ruchama Noorda

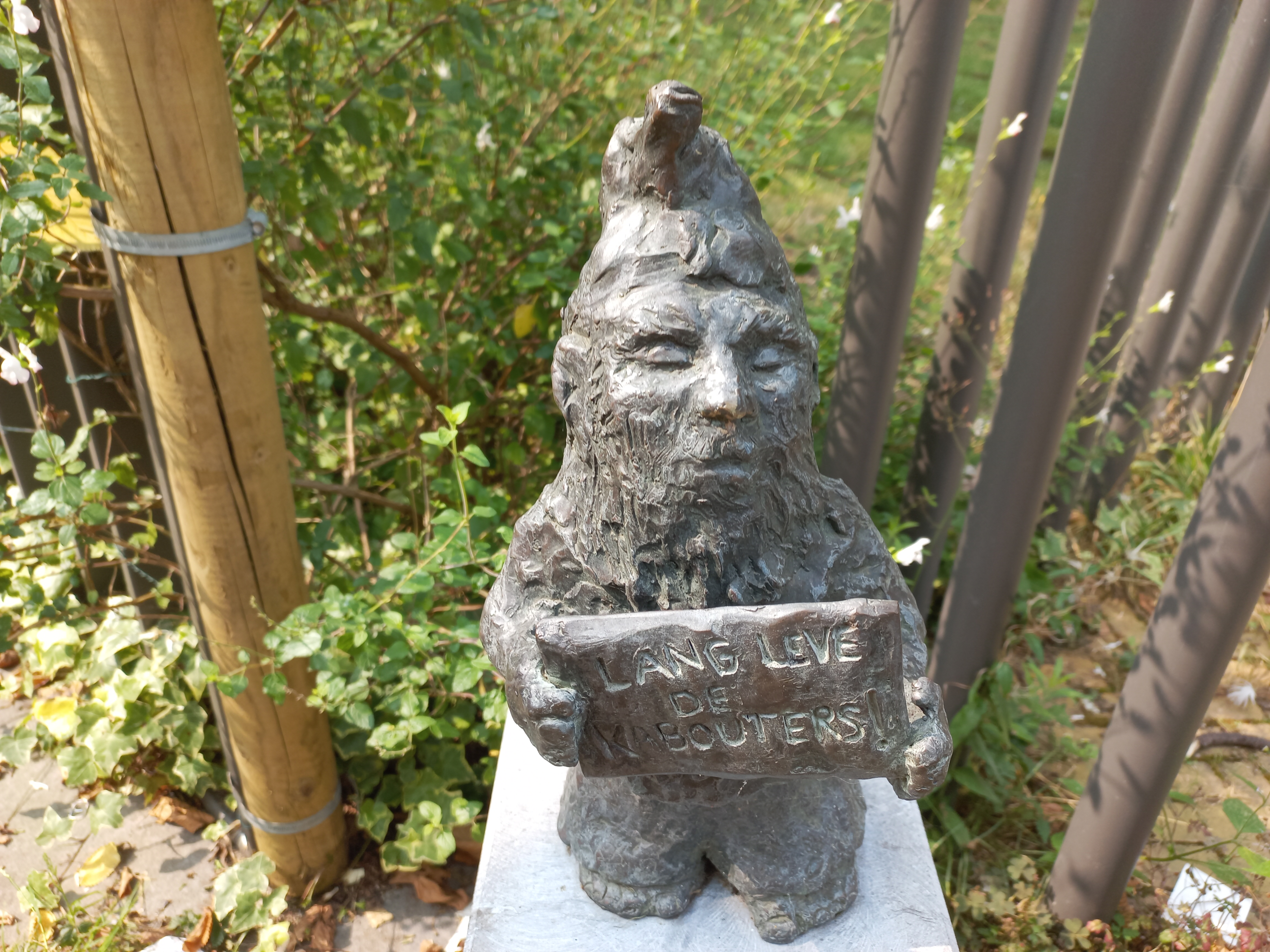
Kabouterstandbeeld (augustus 2024)

Ruchama Noorda (Leiden, 15 maart 1979 - Amsterdam, 11 oktober  2024) was een Nederlands kunstenaar.
Ze genoot een spirituele opvoeding; haar moeder werkte voor de antroposofische vereniging in Leiden. Onderwijs genoot Noorda aan de Vrije School. Noorda studeerde aan de Koninklijke Academie van Beeldende Kunsten (2002) in Den Haag en het Sandberg Instituut (2004). Daarna studeerde ze ook aan de Universiteit Leiden, waar ze in 2015 promoveerde op een onderzoek naar de reformbeweging (PhD Academy of Creative and Performing Arts).
Ze werkte enige tijd als suppoost in Museum De Lakenhal waar ze ook wel exposeerde. Ze voelde zich nauw verwant met de kabouterbeweging. Ze maakte daarvoor het kabouterstandbeeld (2021) dat zich bevindt in Amsterdam-Centrum en het kunstwerk Etheric land scrape in Ruigoord waar zielsverwanten woonden en werkten. Ook in Tumulus, dat ze tussen 2019 en 2023 voor Mediamatic aan de Dijksgracht maakte is dat terug te vinden, het is een mengeling van natuur en kunst. Ze omschreef zichzelf als "para-conceptuele kunstenaar". Ze exposeerde tussen 2003 en 2024 in veel Nederlandse steden, niet alleen in musea maar ook in galeries of zalen die op het oog niets met beeldende kunst te maken hebben zoals Paradiso. Andere exposities vonden over de gehele wereld plaats van Canada tot India.
In 2007 ontving ze als talentvol kunstenaar als aanmoediging de Hermine van Bers kunstprijs.
Voordat Noorda in oktober 2024 overleed was ze al jaren ziek. Desalniettemin maakte ze voor Ruigoord een nieuw landschap, samengesteld uit bodemmateriaal en gebruiksvoorwerpen, deels van bewoners van het voormalige eiland.
In 2022 bracht ze bij Wilco Art Books te Amersfoort As above, so below uit; een overzichtsboek van haar werk. De eindredactie werd daarbij medegevoerd door levensgezel Patrick van Ginkel. Ze werd begraven op de natuurbegraafplaats van Zorgvlied.
- Gemeinsame Normdatei: 1263216560
- International Standard Name Identifier: 0000 0005 1272 8143
- Library of Congress Control Number: n2024017242
- Nederlandse Thesaurus van Auteursnamen: 399297669
- RKD-Nederlands Instituut voor Kunstgeschiedenis: 273316
- Virtual International Authority File: 69147266648935480581